# مولود لوناوسي
مولود لوناوسي ((بخط التيفيناغ: ⵎⵓⵍⵓⴷ ⵍⵓⵏⴰⵡⵙⵉ)، (بالإنجليزية: Mouloud Lounaouci)‏) هو طبيب ولغوي وسياسي جزائري ينحدر من ولاية تيزي وزو، وهو من مواليد سنة 1948م.

## النشأة
تابع «مولود لوناوسي» دراسته الابتدائية في مدينة الجزائر من سنة 1954م إلى غاية 1962م.
ثم واصل دراسته المتوسطة والثانوية في ثانوية الإدريسي من عام 1961م إلى غاية 1968م.
وبعد تحصله على شهادة البكالوريا في شعبة الرياضيات خلال عام 1968م، التحق بجامعة الجزائر لدراسة الطب إلى غاية عام 1976م.

## الربيع الأمازيغي
يُعتبر «مولود لوناوسي» أحد نشطاء الربيع الأمازيغي مع كل من:
1. سعيد سعدي
2. رشيد حالت
3. نور الدين آيت حمودة
4. فرحات مهني
5. مولود لوناوسي
6. أرزقي آيت العربي [الفرنسية]
7. علي براهيمي [الفرنسية]
8. أرزقي عبوط
9. جمال زناتي
10. سعيد خليل
11. سعيد بوخاري
12. مقران شميم
13. علي شيخ أورابح
14. عزيز طاري
15. إيدير أحمد زايد
16. محند ستيت
17. مصطفى باشا
18. رشيد محند واكلي
19. أحمد عقون
20. محند أورابح نايت حداد
21. صالح بوكريف
22. معمر بردوس
23. عاشور بلغزلي
24. أمحمد راشدي
25. مولود سعدي
26. كمال بن عنون
27. جمال بلحبيب
28. رشيد بوشنة
29. إدريس العماري

## الدراسات العليا

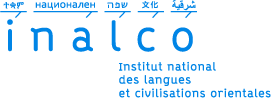
معهد اللغات والحضارات الشرقية بباريس

تابع «مولود لوناوسي» دراسته الجامعية العليا في مدينة تيزي وزو من سنة 1990م إلى غاية 1993م.
والتحق بجامعة مولود معمري للحصول على شهادة ماجستير العلوم في «الثقافة والحضارة الأمازيغيتين».
ثم انتقل إلى فرنسا للالتحاق بمعهد اللغات والحضارات الشرقية بباريس من عام 1994م إلى غاية 2000م ضمن مركز الأبحاث الأمازيغية.
وقد نال من هذا المعهد شهادة الدراسات المعمقة خلال شهر ديسمبر 1996م تحت إشراف البروفيسور سالم شاكر.
وكانت مذكرة شهادة الدراسات المعمقة تحمل عنوان "مقال سوسيولوجي مقارن: التخطيط اللغوي في المجالات البربرية،
الباسكية، والكاتالانية" (بالفرنسية: Essai de sociolinguistique comparée: l'aménagement linguistique dans les domaines berbère,
basque et catalan)‏.
ثم واصل دراسة الدكتوراه تحت إشراف البروفيسور سالم شاكر في نفس المعهد ضمن مركز الأبحاث الأمازيغية.

## النيابة البرلمانية

جبهة القوى الاشتراكية

شارك «مولود لوناوسي» ضمن قوائم جبهة القوى الاشتراكية في أول انتخابات تشريعية جزائرية تعددية يوم 26 ديسمبر 1991م.
وتم ترشيحه في دائرة الأربعاء نايث إيراثن أين تم انتخابه كنائب عن جبهة القوى الاشتراكية في المجلس الشعبي الوطني الجزائري عن ولاية تيزي وزو بأغلبية مريحة.
وقد فاز في الدور الأول بالأغلبية المطلقة بنسبة قدرها 55,76 % بعد أن تحصل على 11 275 صوتا انتخابيا.
وكان المجاهد حسين آيت أحمد (26 أوت 1926م - 23 ديسمبر 2015م) هو الذي نصحه بالترشح ضمن دائرة الأربعاء نايث إيراثن باعتباره كفاءة علمية ونضالية معروفة.

## كتابة اللغة الأمازيغية
شارك «مولود لوناوسي» في عدة دراسات وأبحاث ونشاطات متعلقة بكتابة اللغة الأمازيغية.
وتمثلت هذه الأعمال في المقارنة ما بين خيارات كتابة الأمازيغية إما بالتيفيناغ، أو كتابة الأمازيغية بالحرف العربي، أو كتابة الأمازيغية بالحرف اللاتيني.

## الكونغرس العالمي الأمازيغي
شارك «مولود لوناوسي» في تأسيس الكونغرس العالمي الأمازيغي خلال شهر سبتمبر 1995م.

## الأكاديمية البربرية
شارك «مولود لوناوسي» في نشاطات الأكاديمية البربرية خلال عدة مناسبات.

## مواضيع ذات صلة
- الربيع الأمازيغي
- مركز الأبحاث الأمازيغية
- جامعة مولود معمري
- معهد اللغات والحضارات الشرقية بباريس
- قائمة أعلام الجزائريين
- قائمة الأسماء الأمازيغية
- الحركة الثقافية الأمازيغية
- منطقة القبائل
- ولاية الجزائر
- ولاية تيزي وزو
- دائرة الأربعاء نايث إيراثن
- الانتخابات التشريعية الجزائرية 1991
- ثانوية الإدريسي
- جامعة الجزائر
- الكونغرس العالمي الأمازيغي
- الأكاديمية البربرية
- تيفيناغ
- كتابة الأمازيغية بالحرف العربي
- كتابة الأمازيغية بالحرف اللاتيني